# Rowena Morrill
Rowena A. Morrill (14 de septiembre de 1944 - 11 de febrero de 2021) fue una artista estadounidense conocida por sus ilustraciones de ciencia ficción y fantasía, y se le reconoce como una de las primeras artistas femeninas en impactar la ilustración de portada de bolsillo. Sus notables monografías de artistas incluyeron The Fantastic Art of Rowena, Imagine (en Francia), Imagination (en Alemania) y The Art of Rowena, y su trabajo también se ha incluido en una variedad de antologías que incluyen Tomorrow and Beyond e Infinite Worlds.

## Biografía
Morrill recibió una licenciatura de la Universidad de Delaware en 1971 y luego estudió en la Tyler School of Arts en Filadelfia. Después de abandonar el programa Tyler, trabajó para una agencia de publicidad en Nueva York. Después de mostrar su portafolio a Charles Volpe en Ace Books, Volpe le encargó que ilustrara una portada romántica. El primer diseño de Morrill para una novela de terror fue Isobel (1977) de Jane Parkhurst.
Morrill continuó trabajando con el género horror, produciendo portadas para las colecciones de HP Lovecraft antes de centrar su atención en la ciencia ficción y la fantasía. Para crear estas ilustraciones, Morrill utiliza óleo sobre tablero de ilustraciones, cubriendo la imagen con un esmalte de alto brillo y capas finas de pintura.
Morrill ha creado varias portadas para libros de autores como Anne McCaffrey, Philip K. Dick, Isaac Asimov, Samuel R. Delany, Theodore Sturgeon, Piers Anthony y Madeleine L'Engle. Además, sus pinturas han aparecido en cientos de calendarios, portafolios y revistas como Playboy, Heavy Metal, Omni, Art Scene International y Print Magazine.
Fue nominada cuatro veces al premio Hugo en la categoría de Mejor Artista. En 1983, su libro The Fantastic Art of Rowena fue nominado al premio Hugo al mejor libro de no ficción y al premio Locus de no ficción/referencia. En 1984, recibió el British Fantasy Award. Fue nombrada Artista Invitada de Honor por Chicon 7, la 70.ª Convención Mundial de Ciencia Ficción, celebrada en 2012. Fue nombrada Invitada de Honor en la Convención Mundial de Fantasía 2017 celebrada en San Antonio, Texas. Recibió un premio World Fantasy Life Achievement Award en la convención de 2020.
Tras la caída de Saddam Hussein en Irak, el arte que parecía ser las pinturas originales de Morrill King Dragon y Shadows Out of Hell fueron descubiertas colgadas en una de sus casas. Según Morrill, eran copias, ya que ella había vendido los originales a un coleccionista japonés.
Se la acreditó con varios nombres, incluidos Rowena, Rowena Morrill y Rowina Morril.
Morrill falleció el 11 de febrero de 2021 a la edad de 76 años después de "años de mala salud".

## Presunto plagio
En 2003, se publicó de forma anónima una presentación de diapositivas de animación Flash titulada "Family Art Corner", en la que se alegaba que una mujer llamada Jan "Tamar" McRae había plagiado el trabajo de muchos artistas, incluido Morrill, para su reproducción en folletos de proselitismo impresos por el culto Children of God. Después de que se publicó la presentación de diapositivas, tanto McRae como Karen Zerby, líder de los Hijos de Dios, reconocieron que McRae había copiado el trabajo de otros, y McRae admitió haber cometido un delito.

## Otras lecturas
- Robert Weinberg . "Rowena Morrill". World Fantasy 1983: Sixty Years of Weird Tales (libro del programa de la convención), págs. 9–10.